# 聖賴蒙多
聖賴蒙多（西班牙語：San Raymundo），是危地馬拉的城鎮，位於該國中南部，由瓜地馬拉省負責管轄，面積114平方公里，海拔高度1,563米，2002年人口22,615，人口密度每平方公里198.38人。
14°45′53″N 90°35′44″W / 14.7647°N 90.5956°W